# Socha svatého Františka (Březina)
Pískovcová socha svatého Františka se nalézá u polní cesty vedoucí z obce Ostružno v okrese Jičín do vesnice Březina asi 500 m od západního okraje obce Březiny.

## Popis
Pískovcová socha svatého Františka pochází z roku 1830. Socha stojí pod javorem na křižovatce polních cest spojujících Ostružno s Březinou. Na dvou pískovcových stupních je postaven nízký hranolový sokl, na němž stojí užší pilíř ozdobený na přední straně medailonem s reliéfem Panny Marie a zakončený zvlněnou římsou. Na ní je umístěn menší soklík, na kterém stojí socha svatého Františka. Socha světce má v roce 2019 uraženou hlavu. 
Socha tvoří krajinnou dominantu.

## Galerie

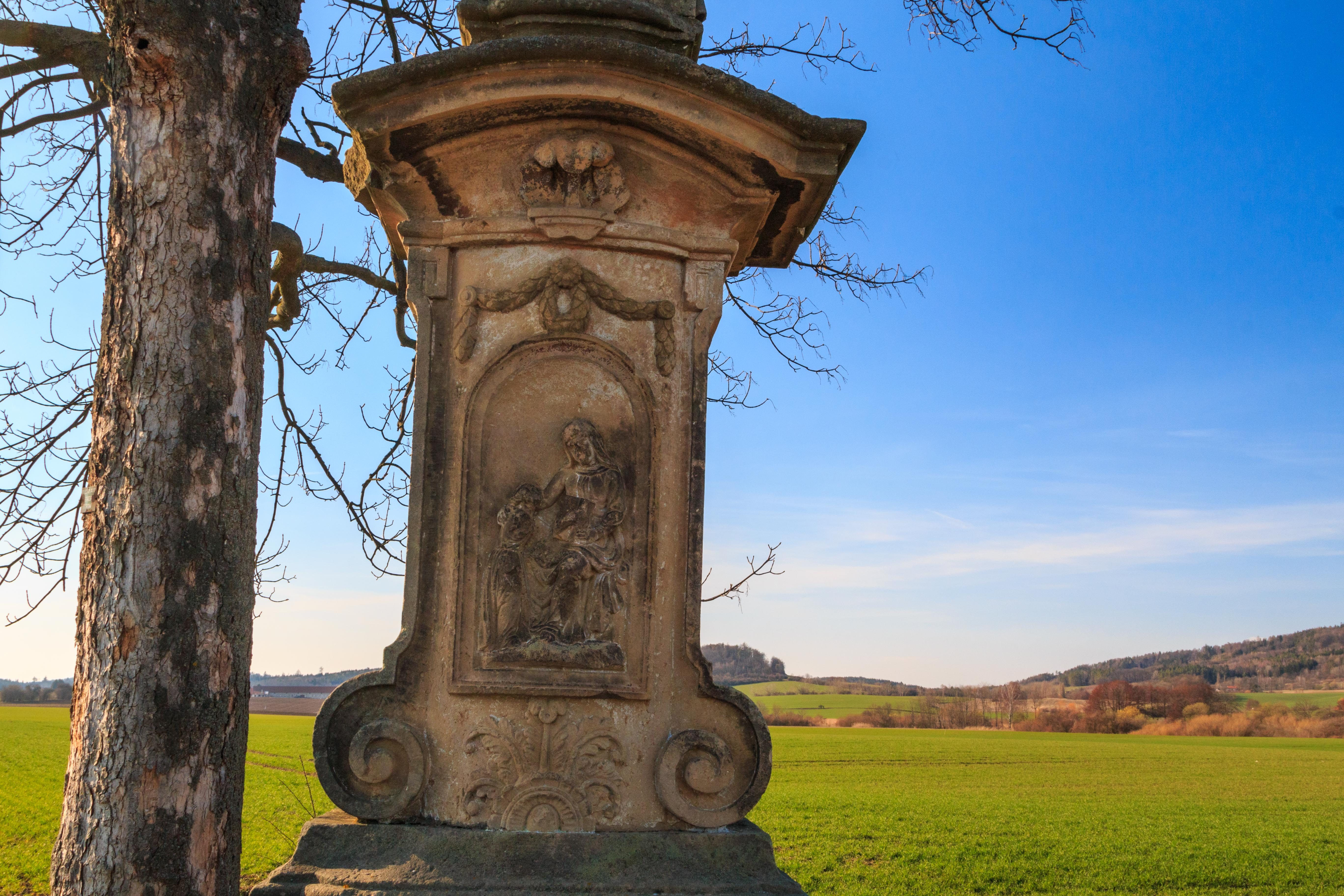
Sloup se sochou svatého Františka u Březiny
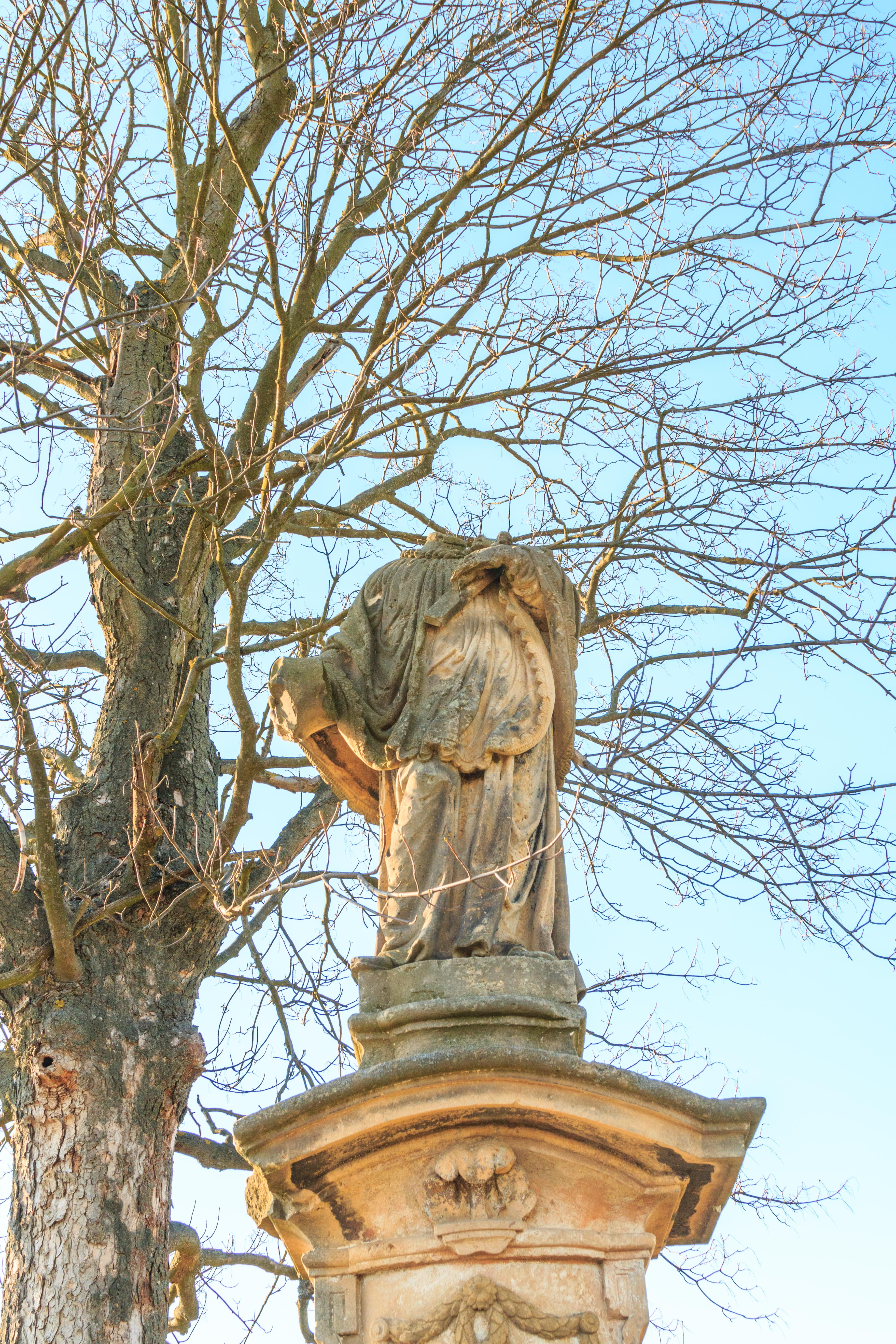
Sloup se sochou svatého Františka u Březiny